# GSM-R
GSM-R (od engleski Global System for Mobile Communications for Railways : globalni sustav mobilne komunikacije za željeznice ili GSM-Railway) je standard za korištenje mobilne telefonije u željezničkom prometu. Sustav se bazira na GSM tehnologiji i specifikacijama EIRENE - MORANE, koji jamče dostupnost čak i pri kretanju vozila do 500 km/h (310 mph), bez gubitka komunikacije.

## Glavno korištenje
Koristi se za prijenos podataka između vlakova i dispečerskih centara, koji imaju ETCS nivo 2 i 3. Kada vlak prođe preko eurobalize, šalje se nova pozicija i brzina, a zatim dobiva povratnu informaciju (ili negaciju) za ulazak u idući željeznički signalni blok i najveću dozvoljenu brzinu. Zbog toga željeznički signali postavljeni sa strane kolosijeka postaju suvišni.